# 日向紗代
日向 紗代（ひなた さよ、1989年9月18日 -）は日本のタレント・グラビアアイドルで、アイドルユニット「よしもとグラビアエージェンシー」（YGA）の元メンバー。女優､タレント。
埼玉県出身。学習院女子大学卒業。一児の母。。

## 人物
- 趣味：舞台鑑賞、お買い物 など
- 特技：ジャズダンス、ものまね

## 来歴
- 2009年08月30日 - YGAの3期生公開オーディションで、YGAスクール生に
- 2010年05月01日 - YGA単独ライブにて、同期の櫻井里佳と共にスクール生から4期メンバーに昇格
- 2012年07月11日 - YGAを卒業
- 2013年05月01日 - オフィス彩に所属
- 2015年01月　- オフィス彩退所を発表
- 2017年01月　-　スカイコーポレーションに所属
- 2019年12月　-　入籍したことを発表
- 2021年01月　-　第一子を出産

## 活動

### テレビ
- 眠れぬ街のアプリンス（2011年5月26日 -  、日本テレビ）
- 赤川次郎原作 毒<ポイズン> 第6話（2012年11月8日、読売テレビ）
- ものまね紅白歌合戦 最強!春の新ネタ祭り（2014年4月13日、フジテレビ） - 中島みゆきの「地上の星」を歌唱[2]

### 舞台
- 2012年6月：A-cubeカンパニーミュージカル『Road of Swan Lake ～必ず叶えたい夢がある～』（アルテリオ小劇場）
- 2013年9月：劇団PU-PU-JUICE　『田所千夏の大逆襲！』　（シアター１０７）
- 2013年11月：国連クラシックライブ協会『赤毛のアン』（東京国際フォーラムホールC）主演少女アン役
- 2014年3月：劇団KOMACHI『アマテラス』（俳優座劇場）ヒロイン佐久夜役
- 2014年7月：劇団歴史新大陸『新撰組哀歌～びいどろ揚羽蝶～』（座・高円寺）ヒロインお梅役
- 2014年9月：パン・プランニング　『ダンス　レボリューション　～ホントのワタシ～2014』（ブディストホール）　るみ役
- 2015年4月：BIG MOUTH CHICKEN『heavenly drop』（築地ブディストホール）カトレア役
- 2015年5月：劇団歴史新大陸『新撰組哀歌〜約束の懐中時計〜』ダブルヒロインの一人菊間役
- 2016年4月：BIG MOUTH CHICKEN『Ironic Process Theory』（築地ブディストホール）ヒロインミツル役、悪役クミー役（日替わり二役）
- 2017年6月：劇団歴史新大陸『古事記〜日本のはじまりの物語〜』スセリビメ役（伝承ホール）

### ネット配信
- 2012年01月：彩の国ヴィジュアルプラザ映像ミュージアム企画展SKIPシティチャンネルYouTube『裏ヴィジュアルサーカス』レポーター
- 2014年3月：埼玉県県民生活部広聴広報課YouTube『サイタマ動画』リポーター
- 2014年4月〜2015年1月：オフィス彩のタレントによるUstream生配信『AYAチャンネル』メインMC

### イベント
- 2015年10月：川口市産品フェア2015、開会式MC、『グッチ裕三のカワグッチクッキング』アシスタント

## 関連人物
- 熊本野映 - 女優。高校時代の同級生に当たる[3]。